# Багатомодове оптоволокно

Багатомодова передача покрокова (1) градієнтна (2) та одномодова передача (3) в світловоді.

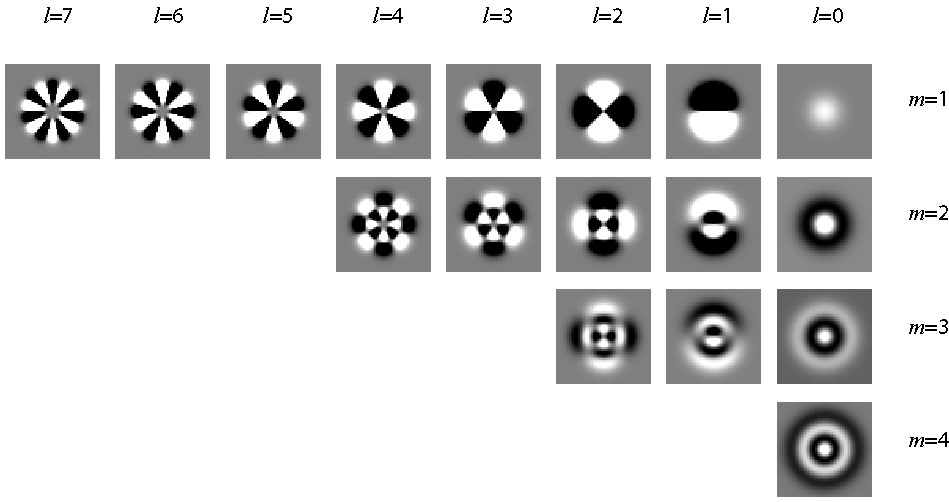
Різноманітні типи мод в світловоді

Багатомодове оптичне волокно — оптичне волокно, яке має зазвичай більшу товщину від одномодового волокна та за рахунок цього може нести декілька мод повного внутрішнього відбиття, направленого під різними кутами до внутрішньої поверхні. 

## Багатомодовий оптичний кабель
Багатомодовий оптичний кабель є різновидом оптоволоконного кабелю, що має великий діаметр серцевини і проводить промені світла за допомогою ефекту внутрішнього відображення.
Багатомодовий оптичний кабель загального призначення завдяки своїй конструкції має низку важливих користувацьких властивостей, які дають можливість однаково ефективно використовувати його як виріб внутрішньої, так і зовнішньої прокладки. Кабель має однотрубкове модульне виконання, його світлопроводи знаходяться в центральній трубці, що заповнена гідрофобним гелем і ефективно захищає волокна від коливань температури навколишнього середовища і від механічних впливів. 
Трубка зі світловодами забезпечена плетенням із склотканини, яка додатково захищає волокна від механічних впливів і пошкоджень гризунами. Зовнішня негорюча захисна оболонка має рівень LSZH (малодимна, з нульовим вмістом галогенів), тобто в процесі горіння не виділяє задушливих газів, а також додатково оберігає елементи сердечника від впливу ультрафіолетового випромінювання.

## Особливості використання багатомодових оптичних кабелів
Все обладнання, яке використовується для мереж, що функціюють на базі багатомодового оптичного волокна, є більш дешевим, ніж  таке обладнання для одномодового оптичного волокна. Як правило, швидкість передачі даних по багатомодовим кабелям становить 100 Мбіт для відстані в два кілометри. У свою чергу відстань від 220 до 500 метрів, може бути пройдено зі швидкістю в 1 Гбіт. Якщо ж говорити про відстань до 300 метрів, то швидкість його подолання становить близько 10 Гбіт.
Багатомодовий волоконно-оптичний кабель відрізняється високим рівнем продуктивності, а також надійності. Як правило, кабелі даного типу використовуються при побудові мережевих магістралей. Вони мають зручну стандартну архітектуру, яка дозволяє повною мірою збільшити довжину мережі передачі даних.

## Типи багатомодових волоконно-оптичних кабелів
Першим представником сімейства є кабель MOB-G. Кабель даного типу складається з серцевини і оболонки. Зовнішня частина волокна має захист, у вигляді спеціальних оболонок. Кабелі мають певні особливості конструкції волокна. Так, на сьогоднішній день,
волокна виробляються відповідно до стандарту EN 188 200 і VDE 0888. Відповідно до даних стандартів до кабелів даного типу відносять певні вимоги.

## Вимоги до волокна багатомодових оптичних кабелів
- Діаметр серцевини - 50 мкм. Допустима похибка - 3 мкм;
- Допуск на ексцентриситет між зовнішнім діаметром і серцевиною - 3 мкм;
- Допуск на некруглість - не більше 3 мкм;
- Діаметр первинної зовнішньої оболонки - 250 мкм. Допустима похибка - 10 мкм;
- Діаметр вторинної зовнішньої оболонки - 900 мкм. Допустима похибка - 10 мкм;
- Зовнішня товщина волокна - 125 мкм. Допустима похибка - 2 мкм.

Волокна такого виду описуються із застосуванням системи класифікації, визначеної Міжнародною Організацією Стандартизації. Саме
цією системою визначаються 4 стандарти оптичних багатомодових кабелів:
- OM1
- OM2
- OM3
- OM4

Також основою цих стандартів є ширина смуги пропускання. Одночасно з цим, стандарт ОМ4 розрахований на передачу даних зі швидкістю близько 100 Гбіт/с. Цей стандарт останній з представлених і не без успіху функціонує в багатьох країнах світу з 2009 року.
Типові оптичне багатомодове волокна нормалізовані з показниками передачі даних в діапазоні від 10 Мбіт/с до 1 Гбіт/с.

## Відмінні характеристики
Для забарвлення оболонки оптичних кабелів сьогодні використовуються різні кольори. Але це умова для виробників відповідної продукції обов'язковою не є, у зв'язку з чим не рекомендується покладатися тільки на колір оболонки при виборі багатомодового кабелю. При покупці і перед використанням кабелів необхідно повністю дізнатися характеристики товару, щоб він максимально точно підходив для встановленого обладнання.
Найпоширенішими кольорами багатомодового оптичного кабелю є сірий і помаранчевий. Відзначимо, що кабелі оранжевого кольору розраховані на 50/125 мкм, в той час як кабелі сірого кольору застосовуються для 62.5/125 мкм. Крім того, сьогодні на сучасному ринку продаються багатомодові оптичні кабелі бірюзового кольору, які оснащені багатомодовими волокнами останніх стандартів ОМ3 і ОМ4. Вони цілком підходять для 50/125 мкм. Також можна зустріти і кабелі жовтого кольору, які, в більшості випадків, відповідають одномодовим волокнам.
Багатодовий броньований оптичний кабель може бути використаний у різних умовах, де є ймовірність того, що кабель буде піддаватися яким-небудь механічним впливам (актуально для промислової і гірничо-видобувної галузі). Крім того, кабелі такого типу встановлюються, якщо є ризик несанкціонованого підключення до пристроїв.